# チャド・ルクロス
チャド・ガイ・バートランド・ル・クロス（Chad Guy Bertrand le Clos、1992年4月12日 - ）は、南アフリカ共和国・ダーバン出身の競泳選手。オリンピックと世界選手権の金メダリスト。

## 経歴

### 2011年上海世界選手権
200mバタフライで5位入賞を果たす。

### 2012年のロンドンオリンピック
200mバタフライでマイケル・フェルプスの3連覇を阻む金メダル、100mバタフライで銀メダルを獲得。400m個人メドレーは5位だった。

### 2013年バルセロナ世界選手権
100m・200mバタフライで2冠を達成する。

### 2015年カザン世界選手権
100mバタフライで金メダル、200mバタフライで銀メダルを獲得。

### 2016年リオデジャネイロオリンピック
200m自由形・100mバタフライともに銀メダルを獲得した。